# Distretto di Ban Khai
Il distretto di Ban Khai (in thailandese: บ้านค่าย) è un distretto (amphoe) della Thailandia, situato nella provincia di Rayong.